# زيتون أشملال
زيتون أشملال نوع من الزيتون الذي هو نبات شجري يتبع الفصيلة الزيتونية وهو من النباتات الزيتية دائمة الخضرة، وهو منتشر في منطقة القبائل ضمن الجزائر.

## مناطق الانتشار
تنتشر أشجار وحقول «زيتون أشملال» في منطقة القبائل وعروش زواوة ضمن الجزائر.
فنجد هذه الثروة منتشرة في ولاية البويرة في الرواق ما بين بلدية البويرة وبلدية مشدا الله.
ونجد هذه الثروة منتشرة في ولاية بجاية في الرواق ما بين بلدية صدوق وبلدية أقبو قرب وادي الساحل ووادي الصومام.
وتجاور هذه الحقول المغروسة بأشجار «أشملال» بعض الحقول من أنواع زيتونية أخرى من قبيل «زيتون أزبلي»، و«زيتون أزراج»، و«زيتون سيق»، و«زيتون فرقاني»، و«زيتون ليملي».

## إنتاج أشملال في الجزائر
«زيتون أشملال» يتم إنتاجه في منطقة القبائل لتوجيهه نحو العصر لتوفر «حبات زيتون أشملال»، وكذلك «حبات زيتون أزبلي»، على كمية كبيرة من زيت الزيتون.
فـ«زيتون أشملال» مع «زيتون أزبلي» يصلحان فقط لاستخراج زيت الزيتون كونهما يتسمان بصغر الحجم وسريعا الفساد ولا يتحملان التصبير أو الاحتفاظ بهما لمدة طويلة داخل الأكياس.
وبالإضافة إلى نوعي «أشملال» و«أزبلي»، فإن منطقة زواوة تتوفر على أنواع أخرى من الزيتون، وهناك أصناف كثيرة تختلف في شكل الثمرة ولونها عند النضج، كما أن هناك أنواع موجّهة للتصبير.

## عيد الزيتون الزواوي
يتم تنظيم «عيد الزيتون الزواوي» في الجزائر لمدة يومين بتاريخ 3 و4 مارس من كل عام.
وقد تم إنشاء هذا المهرجان السنوي الفلاحي والثقافي والتجاري والاقتصادي ابتداء من عام 2014م في ولاية تيزي وزو.
وجاءت طبعة عام 2017م بنكهة خاصة حينما تم تنظيمها في أعالي قرية ثبورث ناث غبري ضمن بلدية إيفيغاء في دائرة عزازقة الواقعة على بعد حوالي 56 كلم شرق عاصمة الولاية تيزي وزو.
وقد استقطبت فعاليات الطبعة الرابعة لعيد الزيتون اهتمام الزوار الذين جاؤوا من مختلف قرى وبلديات ولاية تيزي وزو ومختلف مناطق القطر الجزائري.
ويشارك سنويا في هذه التظاهرة الفلاحية، الممتدة على مدار يومين كاملين، عدة منتجين للزيتون قادمين من بلديات بوزغن وعزازقة وإيلولة أمالو وغيرها، وهي دعوة سنوية للمحافظة على الشجرة المباركة وإعادة بعث زراعة الزيتون والتعريف بأهميتها، خاصة وأن هذه الثروة ساهمت خلال فترة الاحتلال الفرنسي للجزائر في إخراج العديد من العائلات من الفقر، بحيث كانت تعتمد على الزيتون وزيت الزيتون لتسيير شؤونها وتحصيل موارد مالية من بيعها لهذه المادة.
ومن أهداف هذه المناسبة التحسيس بضرورة العودة إلى هذه الشعبة الفلاحية التي تعتبر إرثا فلاحيا يجب المحافظة عليه، وذلك بتلقين الجيل الجديد من الزواويين أحسن الطرق الواجب اتباعها في الغرس والاستغلال الأمثل لبساتين الزيتون.
وتساهم هذه التظاهرة في إحياء ثقافة غرس أشجار الزيتون التي عرفت ركودا لفترة معينة قبل أن تعرف نوعا من النشاط خلال السنوات الأخيرة، ذلك أن الأهمية الاقتصادية والاجتماعية لأشجار الزيتون تجعل منها رمزا وثيقا بهوية وتاريخ سكان عروش زواوة.
وتتمثل توصيات هذا الحفل السنوي في ضرورة تطوير شعبة الزيتون ورفع المردود وتحسين نوعية المنتوج قصد الوصول إلى مرحلة تصدير مادة زيت الزيتون وتسويقها نحو خارج الجزائر، باعتبار الزيتون ومشتقاته من أهم النماذج الحيّة للاقتصاد الريفي.
وكنموذج على انتشار هذه الشعبة، فإن منطقة إيفيغاء تتربع على حوالي 255 هكتارا من المساحة المزروعة من الأشجار.
وتتميز شجرة زيتون أشملال بكونها دائمة الاخضرار، وقادرة على الصمود في ظروف بيئية قاسية في جبال جرجرة مهما كانت درجتها، كما أنها تعيش لفترات طويلة جداً ومعدل نموها بطيء، وهناك الكثير من أشجار الزيتون المعمرة يقدر عمرها ب 2000 سنة وأخرى يمكن أن يصل عمرها إلى 6000 سنة دون أن تتأثر بالعوامل الطبيعية ماعدا الحرائق التي تكبدهم خسائر فادحة في هذه الثروة كل صائفة.
جدير بالذكر أن المعرض الذي شارك فيه منتجو الزيتون من مختلف بلديات ولاية تيزي وزو، يتضمن محاضرات تهدف إلى التعريف بطرق العناية بأشجار الزيتون والمحافظة عليها والتعريف بفوائد الزيتون ومشتقاته وكذا تحسيس الفلاحين بأهمية تطوير هذا الفرع الفلاحي.

## طبعات عيد الزيتون
| الطبعة | البداية        | النهاية        | القرية        | البلدية       |
| ------ | -------------- | -------------- | ------------- | ------------- |
| 01     | 21 مارس 2009م  | 27 مارس 2009م  | قرية آيث زعيم | بلدية معاتقة  |
| 02     | 21 فيفري 2015م | 25 فيفري 2015م | قرية ثابورث   | بلدية إيفيغاء |

## فيديوهات طبعات عيد الزيتون
- تيزي وزو: انطلاق الطبعة الثانية من عيد الزيتون بقرية ثابورث على يوتيوب
- تيزي وزو: مهرجان الزيتون في قرية آيث زعيم بمعاتقة على يوتيوب
- تيزي وزو: انطلاق فعاليات الطبعة الثانية من معرض زيت الزيتون على يوتيوب

## الصور

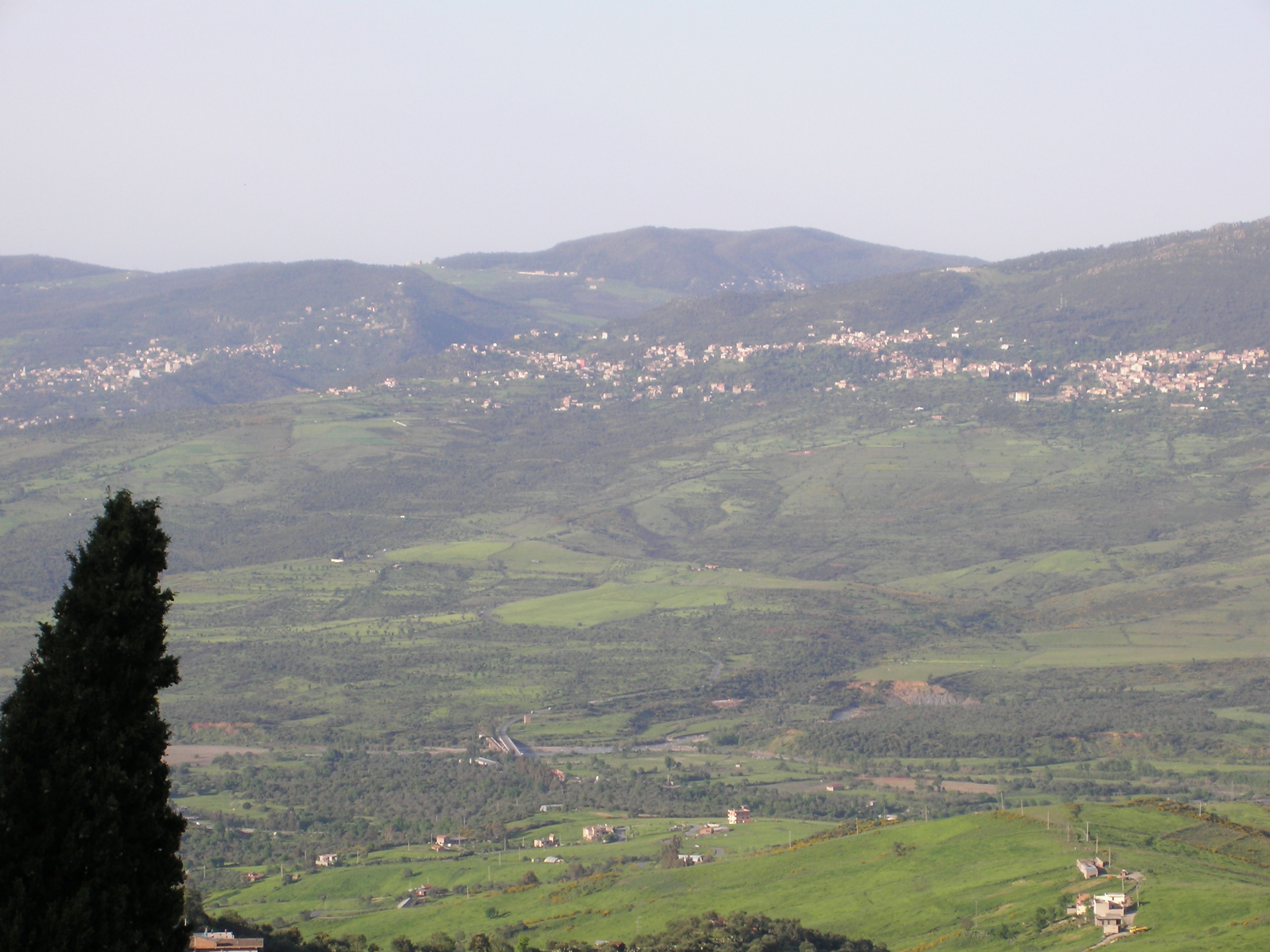
حقول "زيتون أشملال" في بلدية إيفيغاء ضمن ولاية تيزي وزو
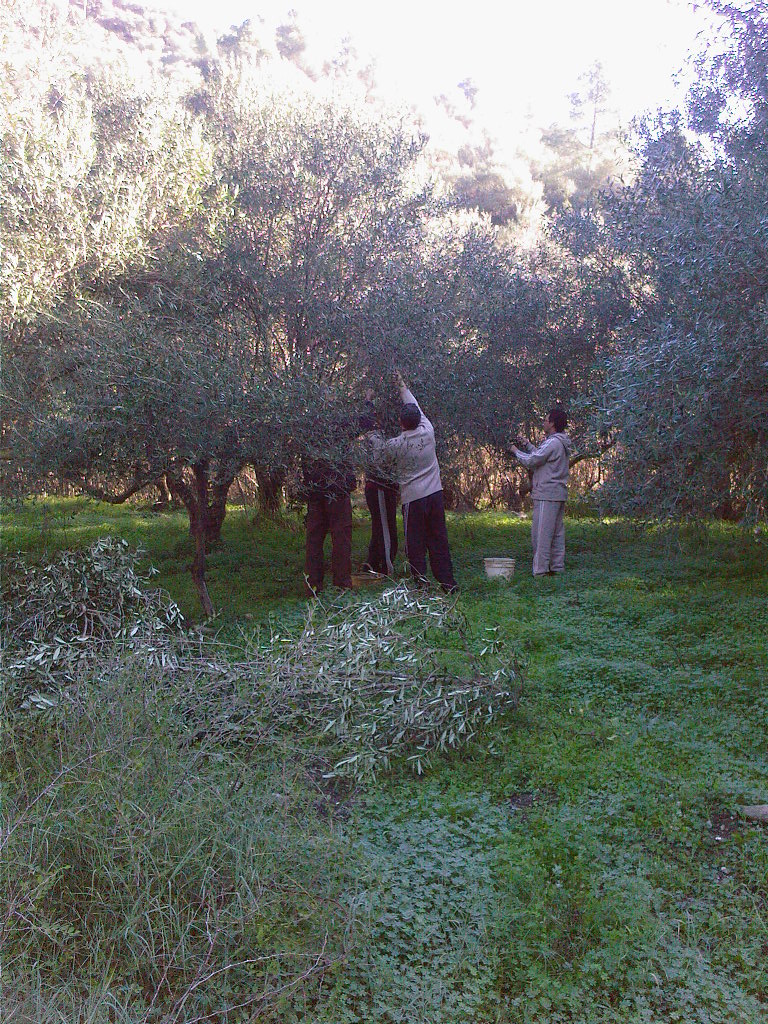
جني "زيتون أشملال" في بلدية عمال ضمن ولاية بومرداس

## ببليوجرافيا
- IXe Congrès international d'oléiculture Tunis, Sousse, Sfax (Tunisie) du 26 octobre au 8 novembre 1928 [المؤتمر الدولي حول زراعة الزيتون، تونس، سوس، صفاقص، بتونس: من 26 أكتوبر 1928م إلى 8 نوفمبر 1928م] (بالفرنسية). تونس: Imprimerie centrale (G. Guinle). 1929. {{استشهاد بكتاب}}: تحقق من التاريخ في: |سنة= (help)صيانة الاستشهاد: لغة غير مدعومة (link)[18]

- Léon Degrully، Charles Flahault (1907). L'olivier [شجرة الزيتون] (بالفرنسية). باريس: Coulet et fils. p. 223. {{استشهاد بكتاب}}: تحقق من التاريخ في: |سنة= (help)صيانة الاستشهاد: لغة غير مدعومة (link)[19]

- Revue Agricole de l'Afrique du Nord [المجلة الفلاحية لشمال إفريقيا] (بالفرنسية). باريس. 1950. {{استشهاد بكتاب}}: تحقق من التاريخ في: |سنة= (help)صيانة الاستشهاد: لغة غير مدعومة (link)[20]

### مواضيع ذات صلة
- الزيتون في الجزائر
- زيت الزيتون الجزائري
- الزراعة في الجزائر

### وصلات خارجية
- الموقع الرسمي لوزارة الفلاحة الجزائرية نسخة محفوظة 19 نوفمبر 2016 على موقع واي باك مشين.
- الموقع الرسمي لولاية تيزي وزو
- زراعة وإنتاج الزيتون